# Stwardnienie zanikowe boczne
Stwardnienie zanikowe boczne (choroba Charcota, choroba Lou Gehriga, choroba neuronu ruchowego, łac. sclerosis lateralis amyotrophica – SLA, ang. amyotrophic lateral sclerosis – ALS) – nieuleczalna, postępująca choroba neurodegeneracyjna, która prowadzi do niszczenia komórek rogów przednich rdzenia kręgowego, jąder nerwów czaszkowych rdzenia przedłużonego oraz neuronów drogi piramidowej, czyli wybiórczego uszkodzenia obwodowego (dolnego) i ośrodkowego (górnego) neuronu ruchowego.

## Historia

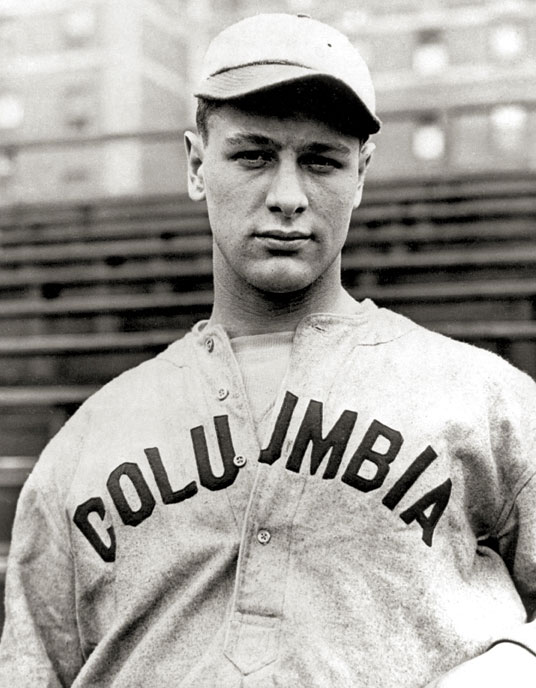
Lou Gehrig (1903–1941)

Chorobę jako pierwszy opisał Jean-Martin Charcot (1825–1893) wraz z Alexisem Joffroyem (1844–1908). W Stanach Zjednoczonych choroba jest powszechnie znana pod nazwą „choroba Lou Gehriga” (Lou Gehrig's disease) od nazwiska słynnego amerykańskiego bejsbolisty Henry’ego Louisa Gehriga, który zmarł na ALS w 1941 roku.

## Epidemiologia
Pojawia się głównie w 6. i 7. dekadzie życia, częściej u mężczyzn. Częstość występowania choroby szacuje się na 2–4:100 000. Choroba może wystąpić też u młodych ludzi, chociaż zdecydowanie rzadziej (1–3:500 000).

## Etiologia
Etiologia tego rzadkiego schorzenia nie jest do końca poznana.

Istnieją dwa typy ALS:
- uwarunkowane genetycznie ALS (FALS) stanowi 5–10% przypadków; przyjmuje się, że do 20% przypadków FALS jest spowodowane mutacją genu kodującego dysmutazę ponadtlenkową (SOD1) na chromosomie 21. Przykładowo mutacja objawiająca się zmianą leucyny na fenyloalaninę na 144 miejscu w białku (L144F) powoduje powoli rozwijającą się postać ALS[1];
- pozostałe przypadki to sporadyczne ALS.

Oba przypadki klinicznie nie są możliwe do rozróżnienia, ale zazwyczaj forma uwarunkowana genetycznie pojawia się we wcześniejszym wieku.

Wykrycie zależności pomiędzy FALS a mutacją genu SOD1 pozwoliło wysnuć przypuszczenie, że etiologia ALS może być ściśle powiązana z niedoborem (nadmierną) aktywnością dysmutazy ponadtlenkowej.
Wykazano, że delecje i insercje genu NEFH (OMIM162230) kodującego podjednostkę ciężkich neurofilamentów, delecje w genie PRPH (OMIM170710) kodującym peryferynę i mutacje genu DCTN1 (OMIM601143) kodującego dynaktynę warunkują predyspozycję do zachorowania na ALS.

### Patofizjologia

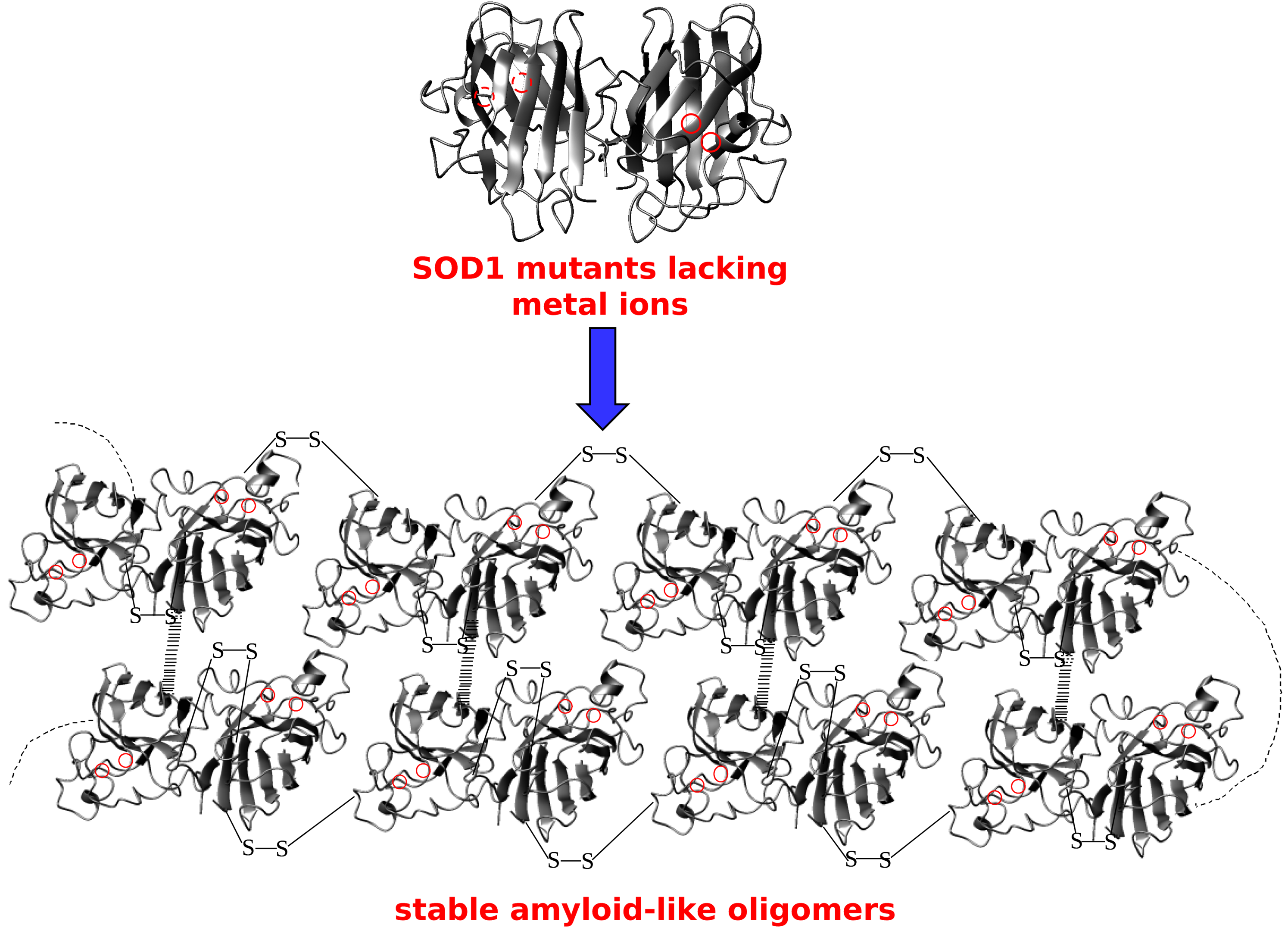
Schemat przedstawiający tworzenie agregatów nieprawidłowych cząsteczek SOD1

Istnieją dwie istotne hipotezy, które mogą mieć znaczący wpływ na poznanie patofizjologii ALS. Pierwsza hipoteza zakłada zyskanie funkcji (ang. gain of function). Według tej hipotezy patogeneza choroby jest związana z uzyskaniem nowych zdolności katalitycznych dysmutazy ponadtlenkowej, która wskutek zmian genetycznych ma inną budowę trzeciorzędową (dysmutaza ponadtlenkowa jest metaloproteiną).
Druga hipoteza zakłada zyskanie zdolności do nowych interakcji (ang. gain of interaction). Ta hipoteza przedstawiła zmutowane białko SOD1 jako nieaktywne katalitycznie ulegające szybkiej degradacji.
Jest możliwe, by obie hipotezy były prawdziwe i się uzupełniały. Mechanizm wolnorodnikowy oraz konformacyjny spowodowane obiema hipotezami odrębnie nie muszą się wykluczać. Obecne badania wskazują, że główną rolę w rozwoju ALS powoduje zmiana konformacyjna SOD1, a co za tym idzie, utrata kontroli oddziaływań międzybiałkowych i tworzenie nierozpuszczalnych agregatów w komórkach (zawierających β-amyloid – charakterystyczny składnik złogów podejrzewany o generowanie wolnych rodników).
Ciągła i postępująca degeneracja motoneuronów w ALS prowadzi ostatecznie do utraty przez mózg możliwości kontrolowania pracy mięśni, a ostatecznie do śmierci chorego.

## Objawy i przebieg
Pierwszymi objawami są zaniki mięśniowe dotyczące krótkich mięśni rąk, spastyczny niedowład kończyn dolnych oraz niekiedy cechy zespołu opuszkowego. W dalszym przebiegu pojawiają się zaniki kolejnych grup mięśniowych z charakterystycznymi drżeniami pęczkowymi oraz progresją objawów spastycznych. U pacjentów w toku rozwoju choroby dochodzi do powolnego, ale systematycznego pogarszania się sprawności ruchowej, a w późniejszych etapach do całkowitego paraliżu i ostatecznie śmierci poprzez zatrzymanie pracy mięśni oddechowych. Ogólnie przyjmuje się, że ALS prowadzi do śmierci w ciągu 3–5 lat; najczęściej śmierć z powodu ALS następuje wskutek niewydolności oddechowej (paraliż mięśni oddechowych). Poza nielicznymi przypadkami ALS nie dotyka sfery intelektualnej człowieka, przykładem może być astrofizyk Stephen Hawking, który walczył z chorobą przez ponad 50 lat, oraz amerykański gitarzysta Jason Becker, który podczas choroby wydał dwie płyty, walcząc z chorobą od dwudziestego roku życia.

### Podział kliniczny
Klinicznie wyróżnia się niekiedy dwie początkowe postacie choroby:
- postać z objawami zlokalizowanymi w kończynach („postać kończynową”, ang. limb onset, około 75%);
- postać z cechami zespołu opuszkowego: zaburzeniami mowy, połykania („postać opuszkową”, ang. bulbar onset, około 25%);
- bardzo rzadką postacią choroby jest ALS rozpoczynające się od problemów z oddychaniem, na skutek zajęcia mięśni międzyżebrowych, (ang. respiratory onset).

### Obraz histologiczny
W mózgu chorych w barwieniach na obecność mieliny można uwidocznić demielinizację w drogach korowo-rdzeniowych, a także uszkodzenie neuronów. Zmiany są dobrze odgraniczone i zajmują pęczki boczne rdzenia. Uszkodzenie dotyczy też jąder ruchowych nerwów czaszkowych, zwłaszcza jądra nerwu podjęzykowego. Zmiany w korze mózgowej dotyczą komórek piramidowych zakrętu przyśrodkowego, w rdzeniu kręgowym (przede wszystkim jego odcinku szyjnym i lędźwiowym) stwierdza się ubytki ilościowe neuronów dużych i średnich rogów bocznych, a także cechy morfologiczne uszkodzenia neuronów: tigrolizę, obkurczenie komórek, jądra piknotyczne, odkładanie się złogów wewnątrzcytoplazmatycznych. Wtręty cytoplazmatyczne są objawem patognomonicznym dla ALS. Wyróżnia się kilka ich  rodzajów:
- wtręty skeinowe – silnie kwasochłonne w barwieniu H-E, ujemne na odczyn z przeciwciałami skierowanymi przeciwko neurofilamentom, ubikwitynododatnie;
- ciałka Buniny – okrągławe lub owalne, silnie kwasochłonne, ubikwitynoujemne, układające się w łańcuchy; składają się z ziaren o dużej gęstości, pęcherzyków, fragmentów siateczki endoplazmatycznej i lipofuscyny;
- ciałka podobne do ciał Lewy’ego – hialinowe, kwasochłonne, ubikwitynododatnie, złożone z fosforylowanych neurofilamentów;
- wtręty zasadochłonne – często w postaci młodzieńczej ALS;
- zbitki fosforylowanych neurofilamentów.

## Rozpoznanie
Rozpoznanie opiera się na kryteriach World Federation of Neurology (kryteriach Airlie House/ El Escorial Revisited)
Rozpoznanie ALS wymaga
- A – obecności:
  - A1 – uszkodzenia dolnego neuronu ruchowego (w badaniu klinicznym, EMG lub neuropatologicznym)
  - A2 – uszkodzenia górnego neuronu ruchowego (w badaniu klinicznym)
  - A3 – postępujących zaburzeń ruchowych w danym obszarze lub pojawienia się ich w innych obszarach (na podstawie wywiadu lub w badaniu klinicznym)

oraz
- B – wykluczenia:
  - B1 – innych jednostek chorobowych, tłumaczących uszkodzenie górnego lub dolnego neuronu ruchowego (w badaniu EMG lub neuropatologicznym)
  - B2 – innych jednostek chorobowych, mogących tłumaczyć zaburzenia kliniczne i elektrofizjologiczne (w badaniu neuroobrazowym: TK lub MRI).

### Rozpoznanie różnicowe
- objawowe ALS (zespół paranowotworowy)
- uszkodzenie na poziomie opuszki (guz, jamistość opuszki, uszkodzenia naczyniowe)
- uszkodzenie na poziomie szyjnego odcinka rdzenia kręgowego (mielopatia szyjna, guz rdzenia)
- stwardnienie rozsiane
- wieloogniskowa neuropatia ruchowa
- zapalenie mięśni z ciałami wtrętowymi
- zatrucia metalami ciężkimi

Różnicowanie postaci opuszkowej ALS
- choroba Kennedy’ego
- miastenia
- jamistość opuszki
- guzy podstawy czaszki
- schorzenia naczyniowe pnia
- oponiaki otworu potylicznego wielkiego

Różnicowanie postaci kończynowej ALS
- zespół cieśni nadgarstka
- guz rdzenia kręgowego
- jamistość rdzenia
- neuropatie ruchowe
- uszkodzenie splotu barkowego
- zespoły korzeniowe z odcinka lędźwiowego
- wtrętowe zapalenie mięśni
- zapalenie wielomięśniowe
- zespół post-polio
- rdzeniowy zanik mięśni
- choroba Hirayamy
- wrodzona parapareza spastyczna
- łagodna ogniskowa amiotrofia
- fascykulacje
- miopatia w nadczynności tarczycy
- miopatia w nadczynności przytarczyc

## Leczenie
Nie ma dotąd skutecznej metody leczenia przyczynowego choroby. Riluzol (Rilutek) może wydłużać przeżycie i (lub) opóźnić wystąpienie niewydolności oddechowej u pacjentów z ALS, spowalniając progresję choroby. W badaniach klinicznych z grupą kontrolną stwierdzono wydłużenie średniego przeżycia o około 2–3 miesiące.

### Leczenie paliatywne
Jest to leczenie zmniejszające dolegliwości choroby:
- Oddech zastępczy: pacjentów umieszcza się na respiratorze.
- Paliatywna terapia żywieniowa:
  - gdy pojawiają się porażenia mięśni żwaczy – zaburzenia żucia pokarmów stałych: kompletne, zbilansowane diety płynne (Ensure Plus, Ensure Plus HN, Enaure) podawane łyżeczką lub do picia przez słomkę.
  - gdy pojawiają się zaburzenia połykania: żywienie przez gastrostomię (najlepiej PEG) lub przez gastrojejunostomię – PEGJ z wykorzystaniem takich preparatów jak Jevity

### Paliatywna terapia żywieniowa celowana
Terapia żywieniowa celowana ma na celu nie tylko rozwiązanie problemów żywieniowych pacjenta. W przypadku SLA ma za zadanie ułatwienie prowadzenia wentylacji mechanicznej. Polecane jest stosowanie diet o niskim współczynniku oddechowym.

## Fizjoterapia
Wraz z podejrzeniem lub rozpoznaniem choroby powinna być wdrożona rehabilitacja ruchowa, która ma na celu podtrzymywanie zakresów ruchu w stawach i utrzymanie wykonywania przez chorego jak najdłużej czynności dnia codziennego.
W procesie fizjoterapii należy pamiętać o przewlekłym zmęczeniu które może towarzyszyć choremu i utrudniać rehabilitację. Należy je brać pod uwagę wykonując krótkie sesje ćwiczeń wielokrotnie w ciągu dnia.
W ramach fizjoterapii wykonywane są ćwiczenia czynne oraz bierne. Chory jest także edukowany jak korzystać z zaopatrzenia ortopedycznego: kule, balkoniki, stabilizatory.

### Indukowane pluripotencjalne komórki macierzyste
Chorzy na ALS są dawcami iPSC, z których uzyskano (do 2011 rok) ponad 30 linii komórkowych, które mogą służyć jako model choroby, więc są wykorzystywane do lepszego poznania przyczyn i przebiegu choroby.